# Guillaume FitzRobert
Pour les articles homonymes, voir Guillaume de Gloucester.
Guillaume de Gloucester, aussi connu comme Guillaume FitzRobert (23 novembre 1112 ou 1116 – 23 novembre 1183), appelé aussi Robert de Caen 2e comte de Gloucester, est l'héritier d'une des plus importantes baronnies anglo-normandes.

## Biographie

### Début de carrière
Il est le fils aîné de Robert († 1147), 1er comte de Gloucester, fils illégitime du roi Henri Ier d'Angleterre, et de Mabel († 1157), fille et héritière de Robert FitzHamon, le conquérant de Glamorgan (au Pays de Galles). Il hérite de sa mère des terres en Normandie mais son frère cadet Richard obtient l'honneur de Creully. Toujours par sa mère, il obtient l'honneur de Gloucester en Angleterre, et la seigneurie du sud des marches galloises de Glamorgan. Il devait un service de 300 chevaliers pour ses terres en Angleterre et au Pays de Galles, et ses terres lui rapportaient au moins 700 livres sterling annuellement.

### Durant la guerre civile
Son père lui confie le château de Wareham, dans le Dorset, mais celui-ci est pris par Étienne d'Angleterre en 1142. Avant sa mort, son père était le capitaine militaire et le chef charismatique du parti angevin de Mathilde l'Emperesse, sa demi-sœur, dans la guerre civile contre les partisans du roi Étienne d'Angleterre, qui avait usurpé le trône de celle-ci. Il hérite de son titre de comte de Gloucester, mais dans ses toutes premières années de comte, sa mère exerce conjointement l'autorité. Le comte organise la gestion de son patrimoine en faisant de Cardiff, Torigni-sur-Vire et Bristol les sièges respectifs de ses domaines gallois, normands et anglais. Son siège de commandement principal est Bristol, jusqu'en 1175.
Avant 1150, il épouse Hawise, une fille de Robert de Beaumont, 2e comte de Leicester, un influent baron anglo-normand, l'un des principaux soutiens du roi. Ce mariage permet de renforcer un traité de non-agression conclut avec le comte de Leicester et ses alliés. Le but de ce traité privé est d'établir la paix dans leurs régions et de circonvenir les problèmes posés par la guerre civile. Dans cette guerre civile parfois qualifiée d' « anarchie », le pouvoir territorial est aux mains des grands barons, et les enjeux de la guerre civile passent au second plan face à leurs propres intérêts. Il conclut aussi un traité avec son voisin et allié Roger FitzMiles, le 2d comte d'Hereford, qui a repris le commandement du parti angevin en Angleterre. Son voisin avait été une menace pour les intérêts familiaux avant la mort de son père, et le traité permet de faire la paix et de le reconnaître comme le principal baron du sud des marches galloises. Il semble avoir été très attaché à sa femme qui semble, d'après les chartes qu'il a émis, avoir été constamment en sa compagnie.
Quand Henri Plantagenêt, le fils aîné de l'Emperesse, et donc son cousin germain, débarque en Angleterre (en 1149 puis en 1153) pour disputer la couronne à Étienne, Guillaume de Gloucester est bien évidemment à son service et l'accompagne dans sa campagne. Avant que ne soit signé le traité de Wallingford qui met fin à la guerre civile, fin décembre 1153, il est devenu l'un de ses plus proches compagnons. Son nom est le plus souvent mentionné en premier dans la liste des témoins des actes juridiques d'Henri Plantagenêt.

### Sous le règne d'HenriII
Toutefois, après le couronnement d'Henri sous le nom d'Henri II en 1154, il n'est plus autant en faveur. L'honneur d'Eudes le Sénéchal, qui lui avait été promis en janvier 1154 pour son fils Robert, est finalement donné à un autre,. Il avait toujours droit à une place d'honneur à la cour royale, mais Henri II semble être mal à l'aise avec lui et ne pas lui faire confiance,. Cela est peut-être dû à la rébellion de son frère Richard en Normandie en 1154, mais plus probablement à son attitude durant la fin de la guerre civile quand il passait des traités privés avec ses ennemis. Après que la fin de la guerre civile fut signée, Henri Plantagenêt ne pouvait pas deviner que Étienne mourait si rapidement. Il avait donc tout intérêt à ménager tous ses éventuels soutiens au cas où Étienne changerait d'avis où qu'un nouveau concurrent pour le trône se présenterait.
Guillaume de Gloucester est toujours exempté des impôts comme les autres membres de la famille royale, mais il n'a aucune influence sur le plan politique. Il sert en tant que juge royal, et en 1163 son frère Roger obtient même le siège épiscopal de Worcester, qui couvre la majeure partie de ses terres en Angleterre. Les mariages de ses filles lui permettent aussi de tisser des alliances avec les familles influentes du royaume et du duché. Mais ses relations avec le roi sont tendues, et il existe même des preuves que celui-ci avait envisagé de ne pas l'exempter du geld (impôt foncier). Son fils unique Robert meurt de maladie en 1166. Le couple n'a pas d'autre fils dans les dix années suivantes, et Guillaume de Gloucester doit se résoudre à accepter la requête du roi de fiancer sa fille Isabelle à son benjamin Jean. Il est aussi forcé de reconnaître Jean comme l'héritier de l'honneur de Gloucester, même si un fils venait à naître.

### Déchéance
Ses relations avec le roi s'enveniment autour de la question de la tenure par le comte de la ville de Bristol (Gloucestershire). Bien qu'Henri II ait promis au comte de le laisser jouir des possessions que ses parents lui avaient léguées, peu avant la révolte de ses fils en 1173, il s'empare du château de la ville et y installe une garnison qui lui est loyale. Le roi avait déjà essayé auparavant, par divers moyens, d'acquérir quelque autorité sur Bristol, mais en vain. Le comte décide de ne pas se laisser faire, et expulse la garnison royale. Il est amené devant la cour et obligé à rendre la garde du château au roi en 1175. Pourtant, il est resté loyal pendant la révolte dans le royaume et le duché, et a même combattu son beau-frère Robert III de Beaumont, le comte de Leicester, à Fornham. Mais Henri II semble avoir tellement peu confiance en lui qu'en 1183, alors qu'une nouvelle révolte baronniale se fomente, il l'arrête, ainsi que plusieurs de ses proches, et le garde à résidence jusqu'à sa mort quelques mois plus tard, le 23 novembre, le jour de son anniversaire. Il est inhumé à l'abbaye de Keynsham qu'il avait fondée après la mort de son fils.

### Portrait
Guillaume de Gloucester est considéré par les chroniqueurs contemporains comme faible et peu doué pour les affaires militaires. Non seulement il est incapable de défendre Wareham en 1142, mais en 1158, sa femme et lui sont faits prisonniers dans leur propre château de Cardiff par le seigneur gallois de Senghenydd, alors que celui-ci a une garnison. Il semble d'un autre côté avoir été particulièrement brutal avec ses vassaux, mutilant l'un de ses tenants gallois et emprisonnant un homme libre.
Il fonde l'abbaye de Keynsham (Somerset) vers 1172, et est patron de diverses maisons ecclésiastiques, notamment l'abbaye familiale de Tewkesbury.

## Famille et descendance
Avant 1150, il épouse Hawise, fille de Robert de Beaumont, 2e comte de Leicester, et d'Amicie de Gaël. Ils ont pour descendance connue :
- Robert (v. 1150-1166) ;
- Mabel († 1198), épouse Amaury V de Montfort-Évreux († 1182), comte d'Évreux. Leur fils Amaury VI de Montfort-Évreux est créé comte de Gloucester en 1200 en compensation de la perte du comté d'Évreux[10] ;
- Amicie († 1225), épouse Richard de Clare, 3e comte d'Hertford, dont elle vit séparée avant 1200. À la mort de sa sœur Isabelle (en 1217), elle devient seule héritière du titre de comtesse de Gloucester, et le titre passe à son fils Gilbert de Clare ;
- Isabelle (v. 1160-1217), est reconnue comtesse de Gloucester de plein droit à partir de son mariage en 1189 au futur Jean d'Angleterre. Le roi fait annuler le mariage pour cause de consainguinité en 1199 peu après son couronnement. En secondes noces, en 1214, elle épouse Geoffrey fitz Geoffrey de Mandeville († 1216), 2e comte d'Essex. En troisièmes noces peu avant sa mort, elle épouse Hubert de Bourg († 1243), chambellan du roi et futur comte de Kent. Il obtient les terres d'Isabelle à sa mort en 1217. Le titre de comte de Gloucester passe à sa sœur Amicie. Elle n'a aucune descendance.

### Sources
- Robert B. Patterson, « William, second earl of Gloucester (d. 1183) », Oxford Dictionary of National Biography, Oxford University Press, septembre 2004; online edn, janvier 2008.
- D. Crouch, « Earl William of Gloucester and the end of the anarchy: new evidence relating to the honor of Eudo Dapifer », The English Historical Review, vol. 103 (1988), p. 69–75.